# Anablepsoides
Anablepsoides (Synonyme: Oditichthys Huber, 1999, Benirivulus Costa, 2006) ist eine Fischgattung aus der Ordnung der Zahnkärpflinge (Cyprinodontiformes) die auf den südlichen Kleinen Antillen, im Einzugsbereich des Orinoco, in den Flüssen der drei Guayanas, im Amazonasbecken und in isolierten Flüssen des nordöstlichen Brasilien vorkommt. Die Gattung gehörte ursprünglich als Untergattung zu Rivulus und bekam erst 2011 den Gattungsrang.

## Merkmale
Anablepsoides-Arten sind klein und erreichen eine in der Regel eine Standardlänge von etwa 3 bis 6 cm. Wenige Arten werden 10 bis 12 cm lang. Die Flossen sind kurz und abgerundet, die Schwanzflosse kann jedoch auch spatenförmig oder lang-elliptisch sein. Die Männchen der meisten Arten zeigen auf den Körperseiten lange Reihen kleiner roter Punkte. Im Unterschied zu allen anderen Gattungen der Rivulidae ist bei Anablepsoides die gesamte Kopfunterseite einschließlich der Spitze des Unterkiefers beschuppt.
Von Rivulus unterscheidet sich Anablepsoides vor allem durch die nur basale Beschuppung der Schwanzflosse (bei Rivulus ist die gesamte rumpfseitige Hälfte der Schwanzflosse beschuppt), die drei Neuromasten auf den vorderer Überaugenknochen (Supraorbitalia) (vier bei Rivulus), dem Fehlen eines blauen Flecks an der Basis der Brustflossen der Männchen (vorhanden bei Rivulus), dem Fehlen eines schwarzen runden Flecks mit weißem Rand im vorderen und oberen Bereich des Schwanzstiels (vorhanden bei Rivulus), durch eine Hypuralia, die durch eine mittige Lücke in einen dorsalen und ventralen Teil getrennt ist (verschmolzen bei Rivulus), eine bezahnte vierte Ceratobranchiale (“unterer Schlundkiefer”) (unbezahnt bei Rivulus) und durch die Neuralbögen der Schwanzwirbel, die gut entwickelt sind (rudimentär bei Rivulus). Von Laimosemion unterscheidet sich Anablepsoides durch eine bezahnte zweite Pharyngobranchiale (Teil des Kiemenskeletts) (unbezahnt bei Laimosemion) und durch eine transparente oder rosa gefärbte Afterflosse der Weibchen (gelb oder orange bei Laimosemion).

## Lebensraum
Die Fische bewohnen in ihrer Heimat meist flache Bereiche von Flüssen und Sümpfen in dichten Wäldern oder Savannen. Oft ist das Wasser in ihrem Lebensraum weniger als 20 cm tief. Für gewöhnlich kommen sie im Tiefland vor, A. atratus, A. beniensis und A. speciosus leben jedoch auch in Seen und Flüssen in bergigen Regionen bis in Höhen von 1000 Metern. Anablepsoides-Arten sind keine Saisonfische.

## Arten

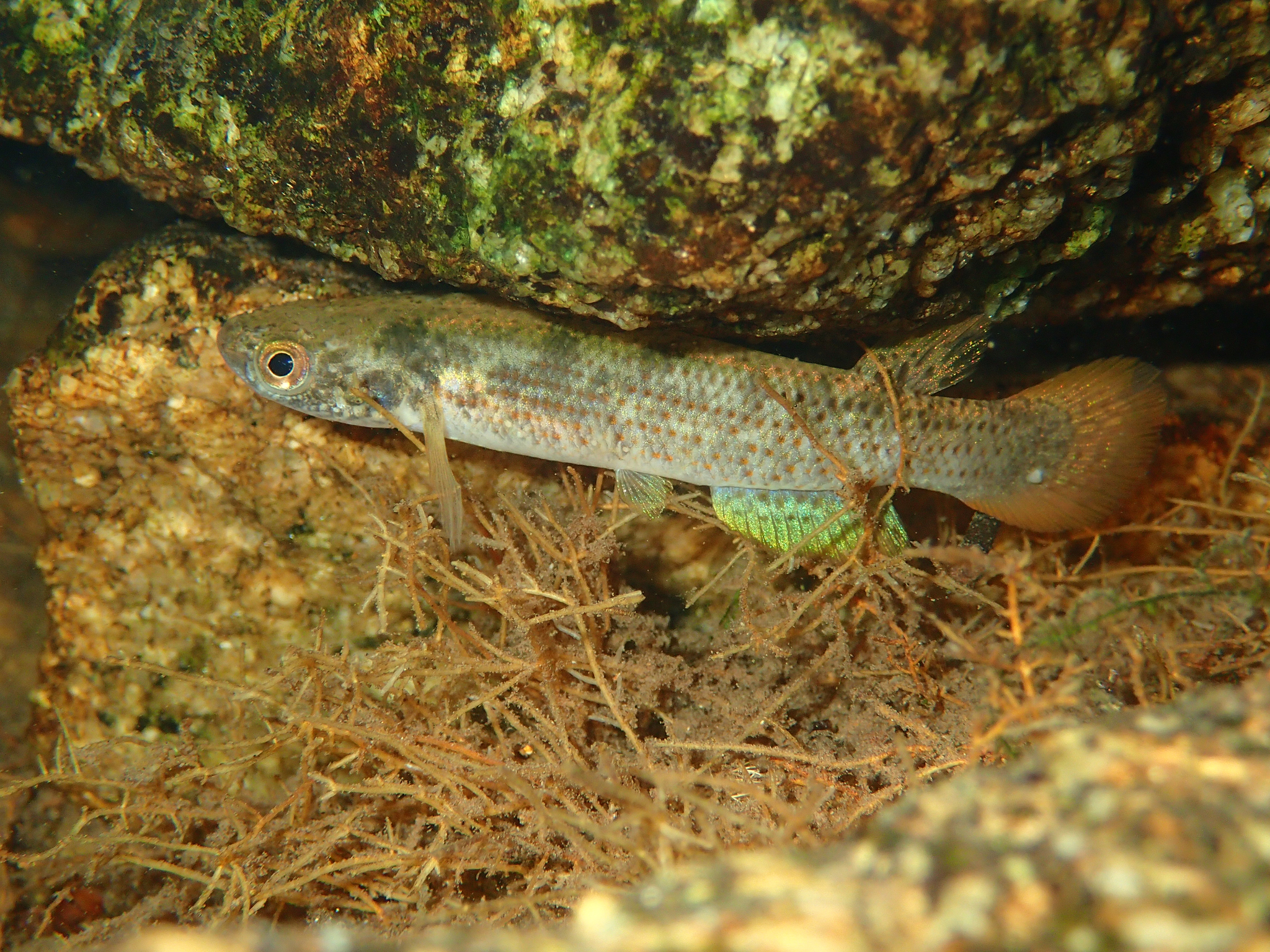
Anablepsoides igneus

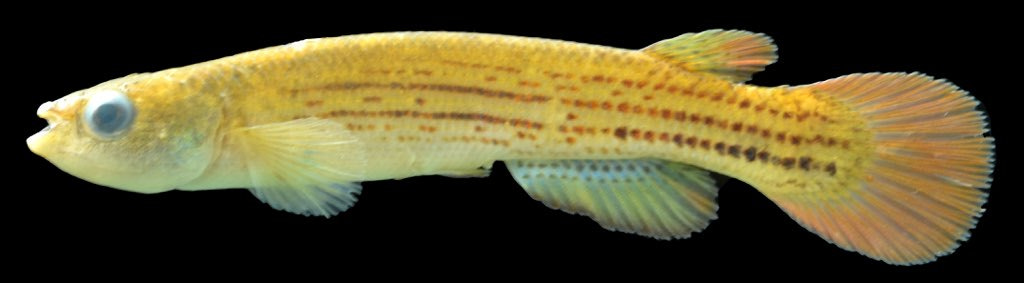
Anablepsoides waimacui

Die Gattung Anablepsoides umfasst folgende 65 Arten:
- Westliche Artengruppe

- Anablepsoides amanan (Costa & Lazzarotto, 2008)
- Anablepsoides atratus (Garman, 1895), Typusart
- Anablepsoides beniensis (Myers, 1927)
- Anablepsoides bibosi Valdesalici & Gil, 2019
- Anablepsoides chapare Valdesalici & Gil, 2017
- Anablepsoides christinae (Huber, 1992)
- Anablepsoides collieri (Huber, 2021)
- Anablepsoides corpulentus (Thomerson & Taphorn, 1993)
- Anablepsoides derhami (Fels & Huber, 1985)
- Anablepsoides elongatus (Fels & de Rham, 1981)
- Anablepsoides erberi (Berkenkamp, 1989)
- Anablepsoides falconi Nielsen, Hoetmer & Vandekerckhove, 2023
- Anablepsoides gamae Costa, Bragança & Amorim, 2013
- Anablepsoides henschelae Costa, Bragança & Amorim, 2013
- Anablepsoides hoetmeri Nielsen, Baptista & van den Berg, 2016
- Anablepsoides intermittens (Fels & de Rham, 1981)
- Anablepsoides iridescens (Fels & de Rham, 1981)
- Anablepsoides jucundus (Huber, 1992)
- Anablepsoides katukina Nielsen, Hoetmer & Vandekerckhove, 2023
- Anablepsoides limoncochae (Hoedeman, 1962)
- Anablepsoides lineasoppilatae Valdesalici & Schindler, 2013
- Anablepsoides luitalimae Nielsen, 2016
- Anablepsoides mejiai (Vermeulen, 2020)
- Anablepsoides micropus (Steindachner, 1863)
- Anablepsoides monticola (Staeck & Schindler, 1997)
- Anablepsoides ophiomimus (Huber, 1992)
- Anablepsoides origuelai Nielsen & Veiga, 2021
- Anablepsoides ornatus (Garman, 1895)
- Anablepsoides ottonii Costa, Bragança & Amorim, 2013
- Anablepsoides parlettei (Valdesalici & Schindler, 2011)
- Anablepsoides peruanus (Regan, 1903)
- Anablepsoides rubrolineatus (Fels & de Rham, 1981)
- Anablepsoides speciosus (Fels & de Rham, 1981)
- Anablepsoides taeniatus (Fowler, 1945)
- Anablepsoides tessellatus (Huber, 1992)
- Anablepsoides urubuiensis Costa, 2013

- Östliche Artengruppe
  - A. hartii
    - Anablepsoides hartii (Boulenger, 1890)

  - A. immaculatus-Komplex
    - Anablepsoides adrianae (Vermeulen, 2022)
    - Anablepsoides cajariensis (Costa & de Luca, 2011)
    - Anablepsoides gaucheri (Keith, Nandrin & Le Bail, 2006)
    - Anablepsoides igneus (Huber, 1991)
    - Anablepsoides immaculatus (Thomerson, Nico & Taphorn, 1991)

  - A. holmiae-Komplex
    - Anablepsoides amphoreus (Huber, 1979)
    - Anablepsoides fransvermeuleni Valdesalici, 2015
    - Anablepsoides holmiae (Eigenmann, 1909)
    - Anablepsoides waimacui (Eigenmann, 1909)

  - A. urophthalmus-Komplex
    - Anablepsoides bahianus (Huber, 1990)
    - Anablepsoides caurae (Radda, 2004)
    - Anablepsoides cearensis (Costa & Vono, 2009)
    - Anablepsoides cryptocallus (Seegers & Huber, 1981)
    - Anablepsoides deltaphilus (Seegers, 1983)
    - Anablepsoides jari Costa, Bragança & Amorim, 2013
    - Anablepsoides lanceolatus (Eigenmann, 1909)
    - Anablepsoides lungi (Berkenkamp, 1984)
    - Anablepsoides mazaruni (Myers, 1924)
    - Anablepsoides roraima Costa, Bragança & Amorim, 2013
    - Anablepsoides stagnatus (Eigenmann, 1909)
    - Anablepsoides tocantinensis (Costa, 2010)
    - Anablepsoides urophthalmus (Günther, 1866)
    - Anablepsoides vieirai Nielsen, 2016
    - Anablepsoides xanthonotus (Ahl, 1926)
    - Anablepsoides xinguensis (Costa, 2010)
- A. pacificus-Artengruppe[3] (möglicherweise ein Teil der westlichen Artengruppe)

- Anablepsoides gomesi (Huber, Mejía-Vargas & Vermeulen, 2023)
- Anablepsoides pacificus (Huber, 1992)
- Anablepsoides paradiseus (Huber, Mejía-Vargas & Vermeulen, 2023)